# Kea Trader
Le Kea Trader est un porte-conteneurs de la compagnie britannique Lomar Shipping, lancé en janvier 2017, échoué sur le récif Durand, au large de Maré, dans les îles Loyauté en Nouvelle-Calédonie, le 12 juillet de la même année, et déclaré définitivement perdu le 28 septembre suivant.

## Fin de carrière

### Échouement
Le 12 juillet 2017 à 1 h 18, alors qu’il est en route entre Papeete et Nouméa, le Kea Trader, lancé à 18 nœuds, s’échoue sur le récif Durand. Le Haut-Commissaire de la République en Nouvelle-Calédonie, Thierry Lataste, indique plus tard que « Le navire traçait tout droit alors que le récif était indiqué sur toutes les cartes ». 
À 7 h 50, le MRCC déclenche le dispositif ORSEC, et dépêche sur place un avion Falcon 20 Gardian, un hélicoptère SA330 Puma, et la frégate Vendémiaire de la Marine nationale. Une équipe de quatre experts est hélitreuillée sur le cargo, et, après avoir constaté l'absence de blessés à bord, s’assure que le bateau est stabilisé sur le fond, et qu’il n’y a pas de risque immédiat de pollution,.
Il sera ultérieurement constaté que le bateau est échoué sur 70 % de sa longueur, et que le safran est tellement déformé qu’il ne peut plus pivoter.

### Tentatives de remise à flot
Malgré l’absence de risque supposée, les autorités françaises mettent en demeure l’armateur, Lomar Shipping, de faire pomper les hydrocarbures présentent à bord, notamment 700 tonnes de fioul lourd. Afin d’aider aux opérations, elles envoient sur place le patrouilleur Amborella des Affaires maritimes, et le B2M D’Entrecasteaux, munis d’équipements de lutte antipollution. Plusieurs avions cargo chargés de matériel spécialisés sont affrétés par Lomar Shipping, que les autorités françaises, « plutôt confiantes », disent « déterminé à prévenir tout risque pour l’environnement ». Malgré cela, une légère pollution est détectée le 24 juillet, alors que le pompage n’a pu être effectué du fait des conditions météorologiques. Celui-ci n’est finalement terminé que le 21 août, et, du fait de l’état de la mer au dessus du récif, aura nécessité la participation d’un hélicoptère et la modification d’une barge pour pouvoir être mené à bien.
C’est le même jour que peuvent débuter les opérations de déchargement des conteneurs, à l’aide d’un hélicoptère S-64 Skycrane venu d’Australie, dans le but d’alléger le navire afin de permettre son renflouement. En effet, si les conteneurs les plus lourds doivent être déchargés par les propres grues du cargo, directement sur les barges qui les évacuent, la mise à couple de celles-ci requiert des conditions météorologiques excellentes, rendant préférable l’utilisation de l’hélicoptère pour le reste des conteneurs. Une barge-grue est également conduite sur place pour poursuivre le déchargement, avant que soient envisagées les opérations de renflouement. 
Celles-ci sont préparées par des travaux de colmatage de brèches, et de réparation des ballasts endommagés, et continuent après l’annonce par l’armateur Lomar Shipping, le 28 septembre, que le porte-conteneurs était finalement irréparable, et serait donc démantelé à l’issue de son remorquage,. 
Une première tentative de remise à flot, le 9 octobre, est infructueuse, malgré l’intervention de quatre remorqueurs, ne permettant que de faire pivoter le bateau de 50 degrés sur la droite. Les travaux de réparation, mis à mal par l’important mouvement de la mer sur place, n’ont en effet, pas permis au navire de retrouver assez de flottabilité. 

### Perte du navire
À la suite de l'échec de la première tentative de renflouement, de nouveaux travaux sont donc entamés, permettant d’envisager un nouvel essai un mois plus tard si la météo est favorable. Ce n’est toutefois pas le cas : le 12 novembre, sous l’effet de conditions météorologiques particulièrement difficiles, des fissures apparaissent dans la coque et, après l’évacuation par hélicoptère des neuf personnes encore à bord, l’épave se brise en deux, entraînant la perte de deux conteneurs sur la centaine restant à bord, et l’apparition d’une légère pollution,,.
Les 28 et 29 novembre, 70 kg de boulettes d’hydrocarbures sont découvertes sur les plages de Lifou, dont l’origine est probablement le cargo échoué. Dimanche 3 décembre, le premier ministre Édouard Philippe, en déplacement en Nouvelle-Calédonie, est interpellé sur cette pollution, et promet d’être actif sur le dossier, tandis que le maire de Lifou, Robert Xowie, prend des arrêtés municipaux interdisant la baignade. Il reste alors à bord du Kea Trader environ 4 tonnes de carburant, ne pouvant être pompées, et une centaine de conteneurs. Ces impompables sont évacués début janvier 2018, limitant à cette date le risque à une pollution mineure. Les conteneurs restants continuent alors d’être évacués par hélicoptère, y compris 86 conteneurs vides, découpés en trois avant leur évacuation. 150 m3 de mobilier et de matériels divers sont également évacués de l’épave. 
Courant février 2018, le passage du cyclone Gita provoque l’écartement des deux parties de l’épave, et dégrade la partie arrière, ce qui nécessite de nouvelles opérations de dépollution, malgré une forte houle. La situation empire encore avec le passage du cyclone suivant, Hola, début mars : malgré les préparations effectuées, les deux parties de l’épave entrent en collision, et 29 conteneurs sont emportés par la mer.

### Démantèlement
Le 5 mars, l’armateur Lomar Shipping annonce avoir signé un contrat pour assurer l’enlèvement et la démolition de l’épave avec l’entreprise chinoise Shanghai Salvage Company, qui avait relevé l’épave du Sewol,. Ces opérations sont rendues très difficile par les conditions météo et la dégradation continuelle de l’épave : fin mai, les deux parties de la coque se sont complètement séparées, et la partie avant accuse une forte gîte, ce qui limite les possibilités d’opérations à bord à des périodes de météo très favorable. Le processus se concentre alors sur le nettoyage du récif des débris qui y sont disséminés. Des relevés bathymétriques sont réalisés et les courants de la zone sont cartographiés, afin que les débris dispersés puissent être ramassés par des plongeurs.
Le démantèlement des deux parties de la coque du cargo est ensuite réalisé petit à petit, à l’aide de coussins d’air et de moyens de levage spécifiquement conçus pour s’adapter à la configuration du lieu du naufrage. Un an après l’échouement du Kea Trader, son épave est toujours présente sur le récif Durand, une situation qui devrait perdurer pendant une année supplémentaire, la fin des opérations n’étant envisagée que pour la mi-2019.